# Shastasauridae
Shastasauridae je čeleď velkých až obřích ichtyosaurů, žijících v období triasu. Mezi šastasauridy patří čtyři dnes uznávané rody – Shastasaurus, Shonisaurus, Besanosaurus (nejistý) a Himalayasaurus.

## Popis
Byli to vývojově poměrně primitivní ichtyosauři, kteří žili pouze v období triasu (asi před 240 až 200 miliony let). Jejich hlavy byly velké a čelisti dlouhé a tenké. Hřbetní ploutve byly značně redukované. Byli největšími ichtyosaury vůbec, délka šonisaura mohla dosáhnout až kolem 23 metrů. Jejich potravou byly obvykle ryby, amoniti a další mořští živočichové.